# García de Loaysa y Mendoza
Juan García de Loaysa y Mendoza (né à Talavera de la Reina en 1478 et mort à Madrid le 22 avril 1546) est un cardinal espagnol du XVIe siècle. Il est membre de l'ordre des dominicains.

## Repères biographiques
Loaysa y Mendoza  est maitre de son ordre et confesseur et aumônier de l'empereur Charles Quint. Il est nommé évêque d'Osma et président du Conseil des Indes en 1524. Il est nommé ambassadeur de l'Espagne auprès du Saint-Siège en 1529.
Le pape Clément VII le crée cardinal lors du consistoire du 9 mars 1530. Le cardinal Loaysa est  transféré au diocèse de Sigüenza en 1532. En 1536, il a été nommé commissaire de la Croisade. Il ne participe pas au conclave de 1534, lors duquel Paul III est élu pape. Le cardinal Loaysa est promu à l'archidiocèse de Séville en 1539 et est nommé la même année régent des Indes pendant l'absence de l'empereur. En 1546 il est nommé inquisiteur général de l'Espagne.